# Gare de Landévant
Gare de Landévant vasútállomás Franciaországban, Landévant településen.

## Vasútvonalak
Az állomást az alábbi vasútvonalak érintik:
- Savenay–Landerneau-vasútvonal

## Kapcsolódó állomások
A vasútállomáshoz az alábbi állomások vannak a legközelebb:
- Gare de Brandérion (Gare de Landerneau, Savenay–Landerneau-vasútvonal)
- Gare de Landaul - Mendon (Gare de Savenay, Savenay–Landerneau-vasútvonal)